# État de siège (Darwich)
Pour les articles homonymes, voir État de siège (homonymie).
État de siège  (حالة حصار, Halat hisar) est un recueil de poèmes de Mahmoud Darwich paru en arabe en 2002, traduit et publié en français en 2002 dans la presse, puis en 2004 en volume avec des photographies d'Olivier Thébaud.

## Histoire
Ce long poème sous forme de fragments a été écrit en janvier 2002 à Ramallah. Il est d'abord publié dans Le Monde diplomatique d'avril 2002.

## Sujet du poème
Le poème parle principalement du martyre de la population, qui pleure et enterre ses morts. Le siège de Ramallah est comparé au siège de Troie.
Le poète y « interpelle un soldat israélien […] prêt à tuer un civil ».